# Écriture dongba

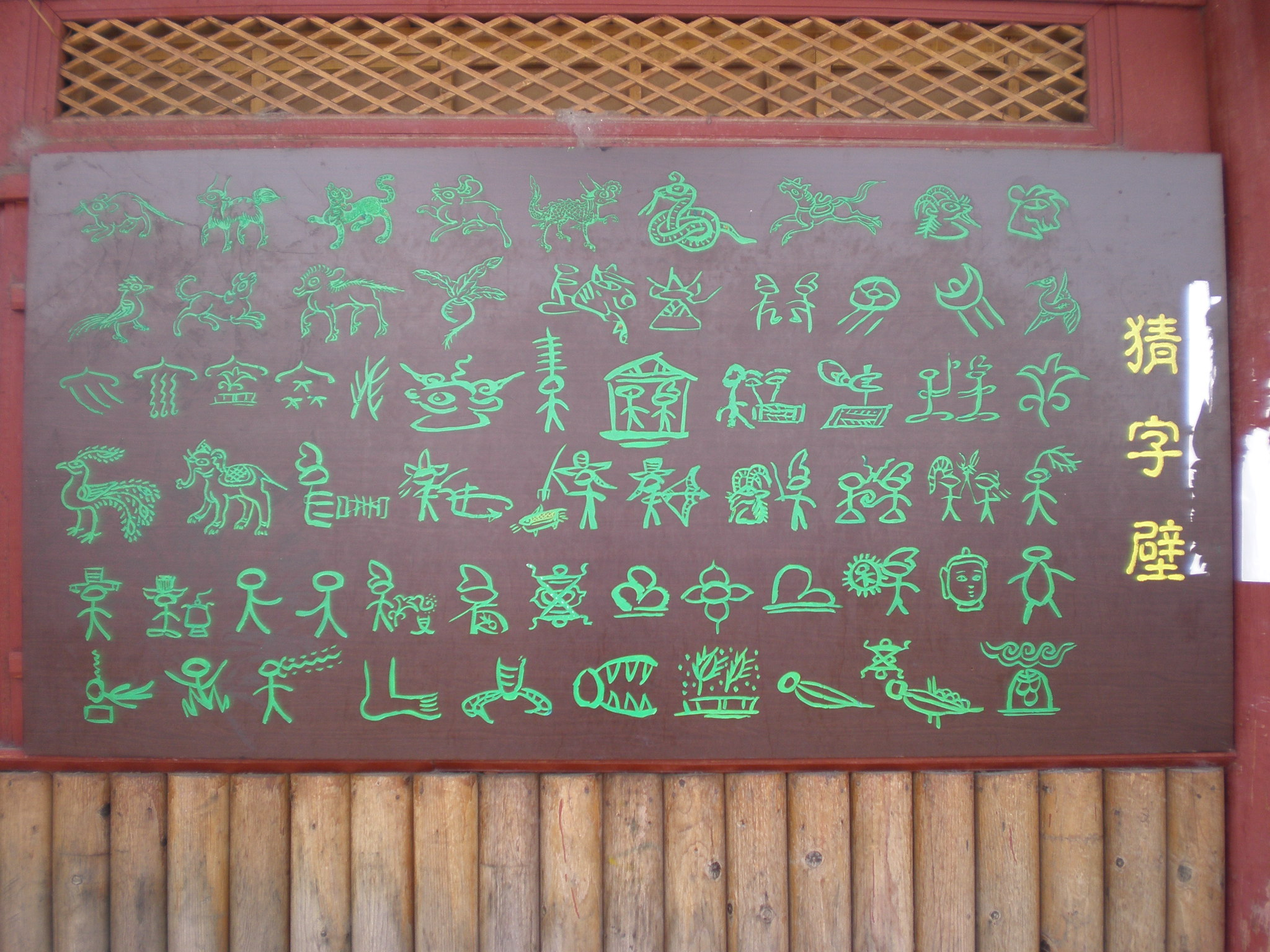
Écriture murale dongba

L’écriture dongba ou tomba (en naxi romanisé : ’na-’khi ²ggŏ-¹baw) est une des écritures utilisées pour écrire la langue naxie parlée par le peuple naxi de culture dongba. Elle est la seule écriture complètement pictographique encore utilisée de nos jours ; certains caractères y sont cependant utilisés comme caractères syllabiques.
La culture dongba est située notamment dans la ville-préfecture de Lijiang et le canton de Sanbei dans la province du Yunnan ainsi que dans le district de Muli, province du Sichuan, en Chine.
Dans la préfecture de Lijiang notamment, les panneaux sont généralement écrits en dongba, chinois han et parfois en anglais.

## Généralités
La calligraphie dongba est toujours pratiquée à l'aide de calame de bambou, ainsi que l'imprimerie par estampes, tous deux utilisant généralement un papier artisanal de haute qualité spécifique aux Dongba.
La fabrication artisanale de papier dongba utilise l'écorce de deux arbustes, Wikstroemia delavayi et Wikstroemia lichiangensis, poussant à 2 000 m d'altitude, comme dans le canton de Sanbei. Les écorces sont découpées en fines lamelles, laissées à tremper dans un bac, puis à sécher sur des planches au soleil.
Il existe également de nombreuses représentations murales de cette écriture, en bas relief ou en peinture.
On peut trouver dans les librairies de la ville de Lijiang des dictionnaires dongba - hanzi/anglais.

## Enseignement
L'écriture dongba est enseignée dans les écoles élémentaires des aires de culture Naxi et devant la demande grandissante des jeunes générations, des cours sont également dispensés de façon irrégulière.

## Standardisation
La standardisation du dongba a été étudiée par l'Organisation internationale de normalisation (ISO), et différents entités administratives de la République populaire de Chine, telle que le ministère de l'éducation, la commission des langues, l'administration nationale de standardisation, ainsi que la standardisation électronique de Chine. En mai 2005, le ministère de l'éducation et la commission des langues ont mis en place le programme de recherche anglais : International standardization of Naxi Dongba pictographic script, pour sa standardisation et son informatisation.